# Worthington Miner
Worthington Miner (Buffalo, 13 novembre 1900 – New York, 11 dicembre 1982) è stato un regista, produttore cinematografico, sceneggiatore e attore statunitense.

## Biografia
Nato il 13 novembre 1900, ha firmato la regia di un paio di film ed è stato produttore esecutivo di L'uomo del banco dei pegni di Sidney Lumet. È apparso anche come attore nel film They Might Be Giants del 1971 accanto a Joanne Woodward e George C. Scott e in alcuni episodi televisivi negli anni '50.
Per il resto, la sua carriera è stata essenzialmente televisiva, lavorando come produttore e regista. È stato sposato con Frances Fuller ed è il nonno dell'attrice televisiva Rachel Miner.

## Filmografia

### Regista
- 1934 Let's Try Again
- 1934 Hat, Coat and Glove